# Biblioteca Popular José Ingenieros
La Biblioteca Popular José Ingenieros fue fundada en junio de 1935 por militantes obreros anarquistas y socialistas ligados al gremio del calzado. Desde el inicio, el grupo de la biblioteca centró sus intereses en participar de la actividad interna del movimiento anarquista y afianzarse en el barrio a través del préstamo de libros, las conferencias públicas, talleres de aprendizaje y cine.
Su nombre se debe al pensador y activista político argentino José Ingenieros, quien abogó por la causa obrera, originalmente desde posiciones socialistas y antiimperialistas, y luego sostuvo abiertas simpatías por el anarquismo influenciado por el jurista anarquista Pietro Gori.

## Historia
Inicialmente fue fundada en la década de 1920 y se la llamó Nicolás Lenin. Con el golpe militar de 1930, se la clausura, se queman sus libros y se confiscan sus muebles; poniendo presos a los directivos. Éstos, apenas recuperan la libertad se ponen a trabajar reuniendo los fondos necesarios y cuando los muebles salen a remate por orden municipal, se presentan y los compran.
El 4 de junio de 1933, refundan la biblioteca con el nombre del argentino "José Ingenieros", funcionando desde entonces. El 1 de julio de 1935, durante el gobierno del general Justo, la biblioteca es fundada originalmente en la avenida Juan de Garay, entre el pasaje Pereyra y la calle Castro, de conjunto entre anarquistas y socialistas (que poco después se retiran del local) para mudarse poco después al local de la calle Santander 408. La amenaza de represión, latente o patente se haría una constante a lo largo de toda su historia con numerosas clausuras, allanamientos, detenciones de integrantes y concurrentes y hasta la desaparición de varios de los militantes ligados a ella en la última dictadura de 1976 y los años previos. Pasaron por la revista durante esta etapa personalidades como Álvaro Yunque.
En 1956 —durante la dictadura del general Pedro Eugenio Aramburu— fue allanada, al mismo tiempo que se clausuraba la redacción del periódico La Protesta, situada en el mismo local que la biblioteca y de la cual se hacían cargo en gran medida compañeros de la biblioteca. Al ser clausurada comenzó a editar la revista Reconstruir desde 1959, mientras que la FORA había dejado de existir prácticamente, aunque los antiguos militantes continuaban manteniendo algunos locales y editando periódicos y folletos.
Durante los años sesenta y setenta la biblioteca estuvo ligada a varios de los grupos, principalmente de jóvenes, que trataron de volcar al anarquismo a las grandes luchas que se daban en aquellos tiempos en medio de acalorados debates.
Esto le valió persecuciones y hostigamientos y entre sus concurrentes se cuentan algunos de los anarquistas desaparecidos en la última dictadura militar.
El grupo de la biblioteca también participó de la llamada Comisión de Solidaridad que brindó refugio a exiliados de Chile y Uruguay luego de sus respectivas dictaduras.
Ante el aumento de la represión y con el golpe militar de 1976, esta comisión se encargó de hallar y lograr la liberación de compañeros detenidos y de ocultar y mantener a militantes y colaboradores bajo riesgo hasta que pudieran salir del país.
Aún en los peores momentos de la dictadura la biblioteca siguió abriendo sus puertas con actividades culturales (cine, tango, jazz, danza, talleres para niños).

## Tiempos recientes y actividades
La biblioteca está abierta al público. Su archivo de documentos y publicaciones históricas (principalmente sobre los movimientos obreros y anarquistas) puede consultarse. Entre las actividades regulares se cuentan el ajedrez, apoyo escolar realizado por jóvenes de la escuela Paideia y ciclos de poesía. También se realizan frecuentes conferencias sobre temas históricos y de actualidad brindadas por personalidades anarquistas (entre los cuales han estado Osvaldo Bayer, Noam Chomsky, Nicolás Iñigo Carrera o Eduardo Colombo), ciclos de talleres de lectura y debate y actos políticos.
Sus actividades públicas son libres y gratuitas sosteniéndose el local por los aportes voluntarios de los asistentes y militantes de su comisión administradora.